# Conospermum scaposum
Conospermum scaposum (лат.) — кустарник, вид рода Коноспермум (Conospermum) семейства Протейные (Proteaceae), эндемик Западной Австралии. Цветёт с октября по февраль голубыми цветками.

## Ботаническое описание
Conospermum scaposum — низкий кустарник высотой до 75 см в цветущим и 15 см — в вегетативном состоянии. Листья у основания черешка плотные; черешок округлый в сечении, 2,8-8,8 см длиной; пластинка линейная, длиной 4-10 см, шириной 2-5,5 мм, от гладкой до блестящей; средняя жилка и края утолщены. Соцветие — метёлка с несколькими ветвями и цветками в густых верхушечных колосьях; цветоножка 30-75 см длиной, с редкой длинной белой опушкой; прицветники ланцетные, 4,5-6 мм длиной, 1-2 мм шириной, кремово-коричневые, блестящие, реснитчатые. Околоцветник голубой с длинной шелковистой опушкой; трубка длиной 2-6 мм; верхняя губа длиной 2-2,25 мм, шириной 1-1,5 мм с острой загнутой вершиной; нижняя губа объединена на 1-1,5 мм. Плод — орех 2,1-2,6 мм длиной, 1,6-2,2 мм шириной, кремовый, с ржаво-красными короткими волосками; волоски по окружности 0,5-1 мм длиной, от кремового до красновато-коричневого цвета; центральный пучок отсутствует, но с рассеянными длинными волосками. Цветёт с октября по февраль голубыми цветками.

## Таксономия
Впервые этот вид был описан английским ботаником Джорджем Бентамом в 1870 году в серии Flora Australiensis: a description of the plants of the Australian Territory на основе образца, собранного между рекой Суон и заливом Кинг-Джордж Джеймсом Драммондом.

## Распространение и местообитание
C. scaposum — эндемик Западной Австралии. Встречается в низких заболоченных районах и вдоль обочин дорог в регионе Уитбелт в Западной Австралии, где растёт на песчано-глинистых почвах.